# Mobula tarapacana
Mobula tarapacana är en rockeart som först beskrevs av Philippi 1892.  Mobula tarapacana ingår i släktet Mobula och familjen örnrockor. IUCN kategoriserar arten globalt som otillräckligt studerad. Inga underarter finns listade i Catalogue of Life.